# UTC+8:45
UTC+8:45 è un fuso orario, in anticipo di 8 ore e 45 minuti sull'UTC.

## Zone
UTC+8:45 è utilizzato in Australia in una striscia di terra situata lungo la Eyre Highway nel sud dell'Australia Occidentale, dalla frontiera con l'Australia Meridionale a est fino a Caiguna a ovest. La zona copre circa 35.000 km² ma non ha che 200 abitanti.
Non si tratta tuttavia di un fuso orario ufficiale: l'Australia Occidentale utilizza UTC+8 e l'Australia Meridionale UTC+9:30. Non è neanche rispettato con attenzione nella regione.
In Australia, il fuso orario è chiamato Central Western Time (CWT).